# سفارت بریتانیا در کیشیناو
سفارت بریتانیا در کیشیناو (به لاتین: Embassy of the United Kingdom) یک منطقهٔ مسکونی و نمایندگی سیاسی این کشور در مولداوی است که در کیشیناو واقع شده‌است.